# Porzeczka agrest
Porzeczka agrest (Ribes uva-crispa L.), zwyczajowo nazywana agrestem – gatunek krzewu z rodziny agrestowatych (Grossulariaceae DC.). Występuje w stanie dzikim w Europie, Azji, Afryce. W Polsce roślina uprawiana, dość często dziczejąca (kenofit, agriofit).

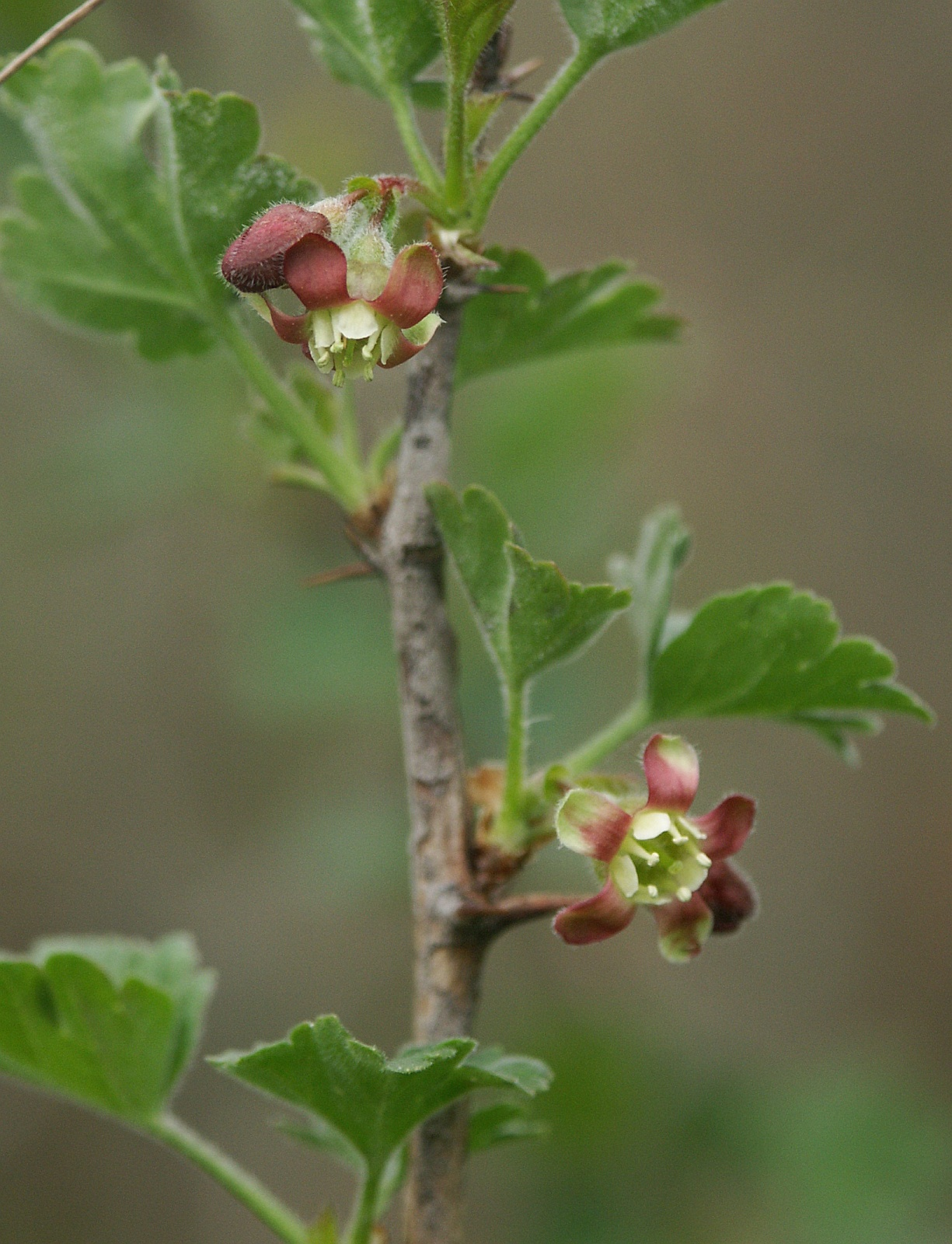
Kwiaty

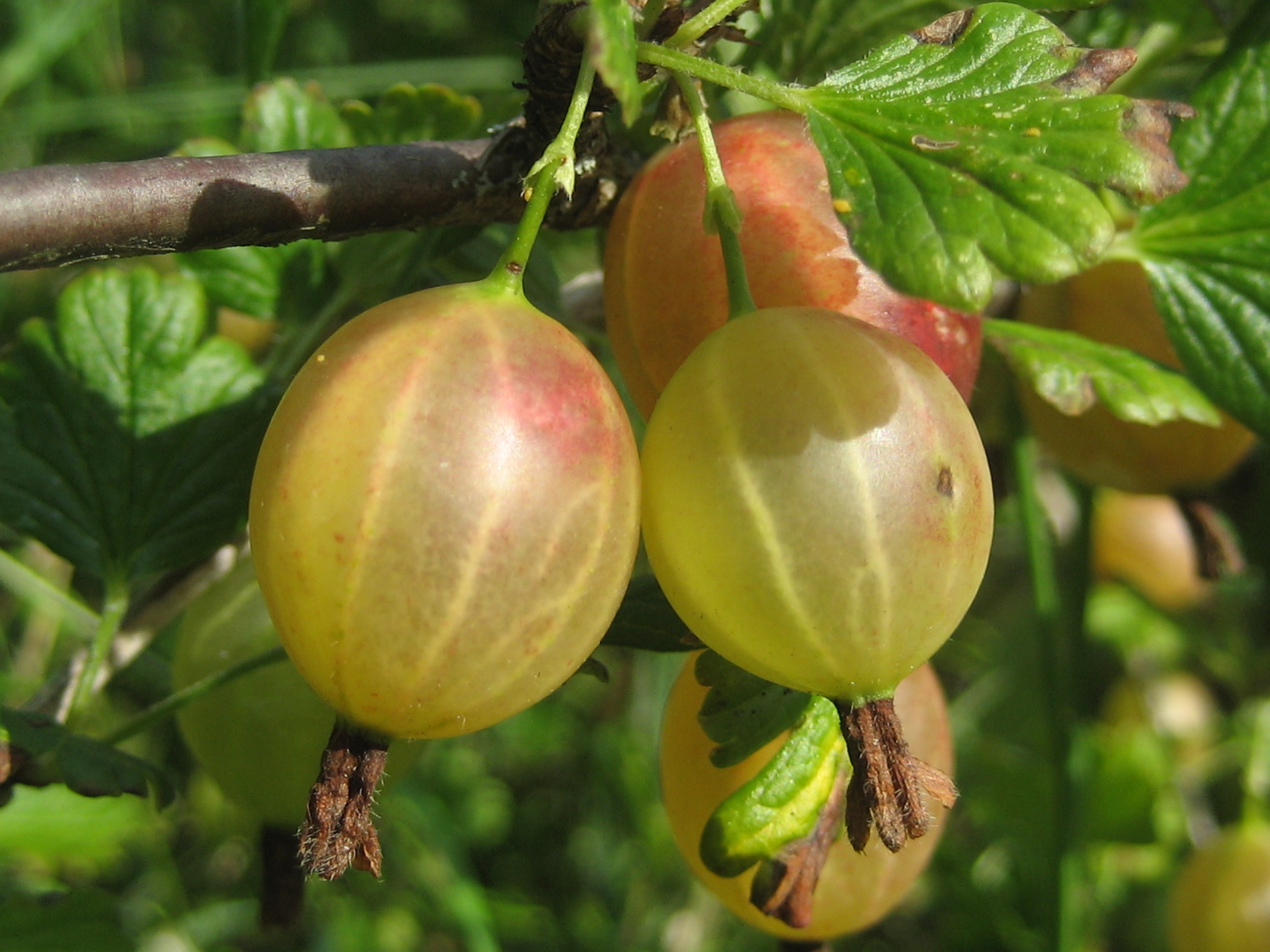
Owoce

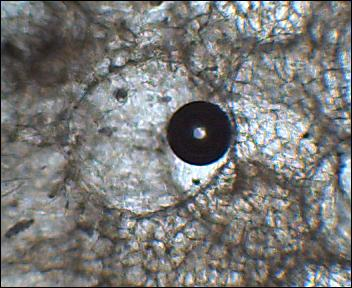
Przekrój komórki owocu

## Morfologia
PokrójWysokość od 0,5 do 1,5 m w zależności od odmiany. Pędy o cierniach pojedynczych lub trzydzielnych umieszczonych pod nasadą liści. Równie częste szczeciniaste kolce w międzywęźlach.
LiścieLiście 3–5 klapowe, na brzegu lekko karbowane.
KwiatyDrobne, zebrane w małe grona, najczęściej trójkwiatowe, zwisłe. Działki kielicha odgięte, wzniesione płatki korony o kolorze białym, żółtoseledynowym lub czerwonoróżowym.
OwoceJagody barwy zielonej, żółtej lub o czerwonawej skórce, często pokrytej gruczołkowatymi włoskami. U niektórych odmian skórka jest gładka i błyszcząca.

## Biologia
Roślina wieloletnia, nanofanerofit. Kwitnie od kwietnia do maja, jest owadopylna, przedprątne kwiaty zapylane są przez muchówki i błonkówki.
- Liczba chromosomów 2n= 16[5].

## Zmienność
W Polsce występuje w trzech podgatunkach
- Ribes uva-crispa L. subsp. reclinata (L.) Rchb. Roślina uprawiana o czerwonych owocach, słabo kolczasta, naga, o łukowatych gałązkach.
- Ribes uva-crispa L. subsp. uva-crispa. Dziko rosnąca, silnie kolczasta, o nagich owocach i owłosionej zalążni.
- Ribes uva-crispa L. subsp. grossularia (L.) Rchb. Uprawiana i dziczejąca, z zalążnią i owocem miękko owłosionymi oraz ogruczolonymi.

W uprawie występują liczne mieszańce z amerykańskimi gatunkami porzeczek, a także z porzeczką czarną (tzw. porzeczkoagrest).

## Zastosowanie
- Roślina owocowa: uprawiana w Europie, posiada ponad 1500 odmian.
- Sztuka kulinarna wykorzystywane są owoce. Można je zjadać zarówno na surowo, jak i w przetworach, oraz suszone lub kandyzowane.
  - Wartość odżywcza na 100 g: agrest jest średnio kalorycznym owocem (46 kcal) przy wartości energetycznej 191 kJ. Zawiera 86,7 g wody, 0,8 g białek, 0,2 g tłuszczów (0,02 g kwasu palmitynowego, 0,02 kwasu oleinowego, 0,06 kwasu linolowego, 0,04 kwasu α-linolenowego). 8,8 węglowodanów przyswajalnych (po 2,9 g glukozy i fruktozy oraz 0,7 g sacharozy) oraz 3 g błonnika. Ze składników mineralnych najwięcej posiada potasu (230 mg), występuje również fosfor (26 mg), wapń (20 mg), magnez (10 mg), żelazo (0,5 mg), cynk (0,09 mg), miedź (0,19 mg), mangan (0,05 mg) oraz jod (0,9 mg). Zawiera bardzo mało sodu (2 mg). Z witamin wspomnieć należy dużą zawartość witaminy C (25,9 mg) oraz β-karotenu (160 µg). Zawiera również witaminę A (27 µg), witaminę E (0,58 mg) oraz niewielkie ilości witamin z grupy B. Aminokwasy reprezentowane są przez znaczne ilości kwasu asparaginowego (230 mg) oraz kwasu glutaminowego (178 mg)[6].

## Uprawa
Dobrze rośnie na glebach żyznych, dostatecznie wilgotnych, o lekko kwaśnym odczynie (pH 6–6,5). Odmiany uprawne bardzo często szczepione są na porzeczce złotej (Ribes aureum) „pod koronę”, co daje rośliny pienne („drzewiaste”, jednak nie wyższe niż 1,5 m), ułatwiające zbiór owoców.
Choroby
- wirusowe: otaśmienie nerwów agrestu
- wywołane przez lęgniowce i grzyby: alternarioza agrestu, amerykański mączniak agrestu, antraknoza liści porzeczek, europejski mączniak agrestu, gruzełek cynobrowy, opieńka miodowa, rdza agrestu, rdza porzeczki[7].